# Фрідріх Франц III (великий герцог Мекленбург-Шверінський)
Фрідріх Франц III (нім. Friedrich Franz III.), повне ім'я Фрідріх Франц Пауль Ніколаус Ернст Генріх (нім. Friedrich Franz Paul Nikolaus Ernst Heinrich), 19 березня 1851 — 10 квітня 1897) — великий герцог Мекленбург-Шверіна у 1883—1897 роках. Син попереднього великого герцога Мекленбург-Шверіна Фрідріха Франца II та принцеси Ройсс цу Кьостриць Августи. Генерал кінноти прусської армії.

## Біографія

### Ранні роки
Народився 19 березня 1851 року у палаці Людвігслюст. Став первістком в родині правлячого великого герцога Мекленбург-Шверіна Фрідріха Франца II та його першої дружини Августи Ройсс-Кестріцька, з'явившись на світ на третій рік їхнього шлюбу. Згодом сімейство поповнилося донькою Марією Александріною та синами Паулем Фрідріхом і Йоганном Альбрехтом. Ще двоє дітей померли немовлятами.
Палац Людвігслюст слугував літньою резиденцією родини. До Шверінського замку, будівництво якого тривало, сім'я в'їхала у 1857 році.
Принц отримував домашню освіту. В 11 років він втратив матір. Батько невдовзі одружився із юною принцесою Гессен-Дармштадтською Анною. Втім, та померла за одинадцять місяців, народивши доньку Анну Матильду. Фрідріх Франц в цей час, у 1864—1866 роках, перебував у Баньєр-де-Бігоррі на півдні Франції для покращення здоров'я. Його супроводжував наставник Карл Густав Теодор Шредер. Оскільки з раннього віку принц страждав на астму та мав проблеми з диханням, то не міг жити у північних країнах. Повернувшись, почав відвідувати Vitzthum-Gymnasium у Дрездені. Згодом з теплотою згадував про шкільне навчання.
У 1868 році батько оженився втретє із Марією Шварцбург-Рудольштадт. Від цього союзу, у юнака з'явилась єдинокровна сестра Єлизавета та троє братів.
У березні 1870 року Фрідріх Франц закінчив середню школу та здійснив двомісячну поїздку до Італії. У 1870—1873 роках вивчав право у Боннському університеті. Був членом студентського братства Corps Borussia Bonn.
Під час Франко-прусської війни був закріплений за штаб-квартирою Вільгельма I. Був присутнім на проголошенні Німецької імперії у Версалі.
У 1874—1875 роках мандрував Близьким Сходом. Відвідав Каїр, місця фараонів, Синай та Святу землю, після чого зупинився у Константинополі. Після подорожі вступив до полку гвардійських кірасир. Втім, був змушений залишити службу в берлінському полку у січні 1877 року за станом здоров'я.
У 1874 році його сестра Марія взяла шлюб із великим князем Російської імперії Володимиром Олександровичем Романовим, середнім сином імператора Олександра II. Навесні 1878 року Фрідріх Франц зробив пропозицію небозі імператора, великій княжні Анастасії Михайлівні.
Весілля 27-річного Фрідріха Франца та 18-річної Анастасії Романової відбулося 24 січня 1879 року у Зимовому палаці Петербургу. Вінчання пройшло за євангелічним та православним обрядами. На урочистостях були присутніми члени всіх правлячих родин Європи. 8 лютого 1879 року пара прибула до Шверіна, де оселилась у свіжовідреставрованому Палаці Марії, збудованому у XVIII столітті. Подружжя відвідало Баден-Баден та Берлін, і на Святий Вечір того ж року Анастасія народила первістка. Всього у подружжя було троє дітей. Анастасія віддавала перевагу життю у Франції або Італії, оскільки атмосфера шверінського дому їй не подобалася.

### Правління
У квітні 1883 Фрідріх Франц II помер від пневмонії, і Фрідріх Франц III став великим герцогом Мекленбург-Шверіна. Через проблеми зі здоров'ям він провів більшу частину свого правління на березі Женевського озера, в Палермо, Баден-Бадені та Каннах. Правитель був добре обізнаний, що його довга відсутність не схвалювалася, але йому було все рівно. Контроль над діяльністю уряду в цей час здійснював генерал Фрідріх фон Мальтцан.
Перебування на Рив'єрі в зимові місяці полегшувало його астму. Перший час він орендував віллу Ізола Белла, а у 1889 році коштом Анастасії була збудована вілла Венден на узбережжі. Літньою резиденцією у Шверіні від 1887 року слугував мисливський замок Ґельбенсанде.

У 1885 році великогерцогське подружжя відвідало Індію. Кінець січня вони провели у Калькутті, де були гостями британського генерал-губернатора та віце-короля Індії лорда Дафферінта та його дружини Харіот Гамільтон-Темпл-Блеквуд.

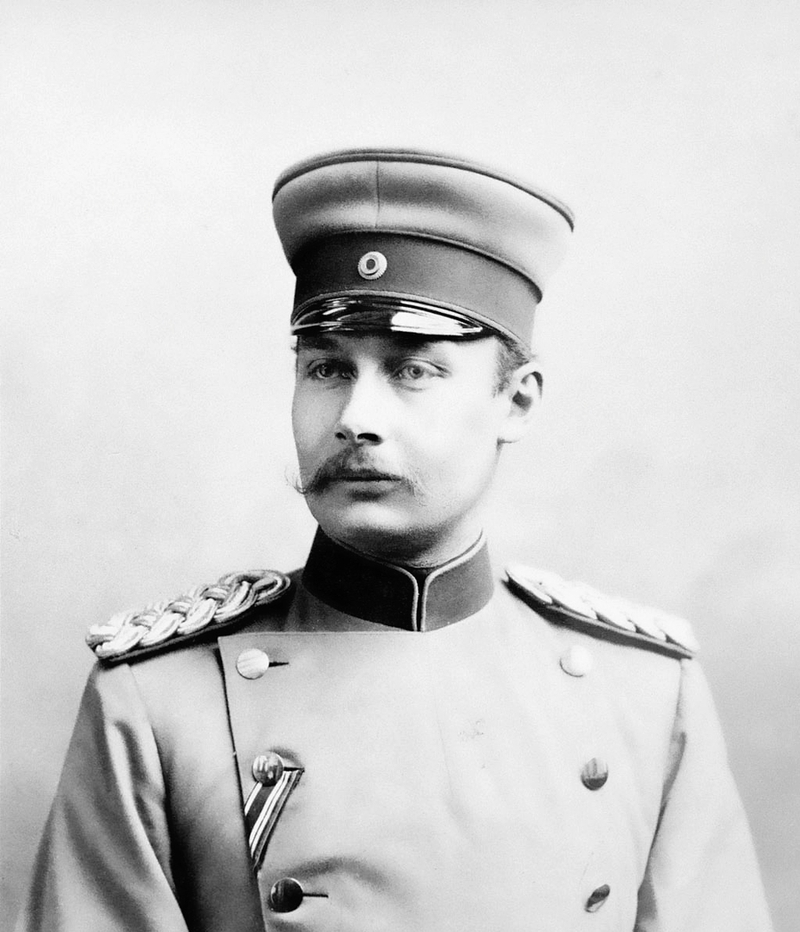
Світлина 1895 року

1890 рік був відзначений хворобою Фрідріха Франца, який кілька тижнів був прикутим до ліжка, а наступні місяці відновлював здоров'я у плаванні на яхті «Завойовник». Все це перешкоджало особистому здійсненню державних справ в Шверіні.
У 1893 році супроводжував свого шурина, великого князя Олександра Михайловича, у поїздці Алжиром.
Навесні 1897 року стан його здоров'я різко погіршився і 10 квітня 1897 року він помер у Каннах. Перші повідомлення про його смерть свідчили, що великий герцог наклав на себе руки, кинувшись з парапету мосту. Згідно з офіційним звітом, герцог знаходився в саду, коли з ним трапився напад астми, він похитнувся і перевалився через перила мосту. Розтин показав перелом хребта, двох ребер і щиколотки. Лікар констатував смерть від серцевої недостатності. Згідно висловлюваного бажання, Фрідріх Франц був похований у мавзолеї Олени Павлівни в Людвігслюсті.
Після його смерті родину шантажували викраденими листами, які мали свідчити про гомосексуальність великого герцога. Сімейство звернулося до берлінського комісара Ханса фон Трескова, який забезпечив повернення листів.
Баронеса Луїза фон Рейбніц-Мальцан, яка була присутньою в Каннах як фрейліна Анастасії, свідчила у 1922 році про «самогубство великого герцога»..

## Особисте життя

### Сексуальна орієнтація
Його гомосексуальна орієнтація була секретом Полішинеля.

### Родина

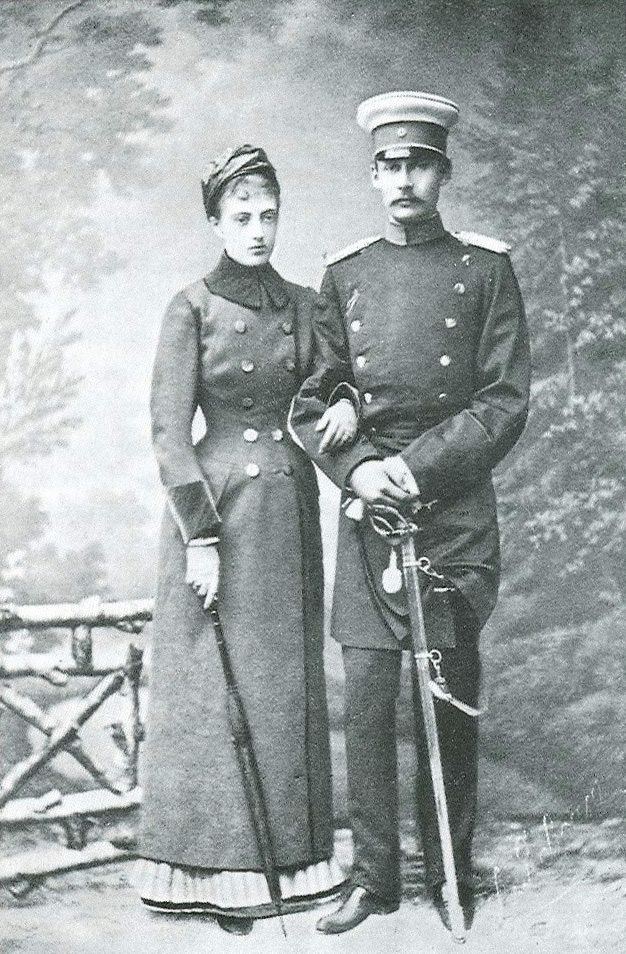
Із дружиною, 1880

Дружина — Анастасія Михайлівна Романова
Діти:
- Александріна (1879—1952) — дружина короля Данії Крістіана X, мала двох синів
- Фрідріх Франц (1882—1945) — наступний великий герцог Мекленбург-Шверіну у 1897—1918 роках, був одруженим із принцесою Александрою Ганноверською, мав п'ятеро дітей;
- Цецилія (1886—1954) — дружина кронпринца Німеччини Вільгельма, мала шестеро дітей.

## Нагороди

### Німецькі нагороди

#### Мекленбург
- Орден Вендської корони, великий хрест з короною в руді і ланцюгом
- Орден Грифа (15 вересня 1884) — засновник ордена.
- Пам'ятна медаль великого герцога Фрідріха Франца II
- Хрест «За заслуги у війні» (Мекленбург-Стреліц)

#### Велике герцогство Баденське
- Орден Вірності (Баден), великий хрест (1879)
- Орден Бертольда I, великий хрест (1879)

#### Прусське королівство
- Орден Чорного орла з ланцюгом
- Орден Червоного орла, великий хрест
- Залізний хрест 2-го класу
- Орден Святого Йоанна (Бранденбург), почесний командор
- Князівський орден дому Гогенцоллернів, почесний хрест 1-го класу

#### Інші
- Орден Людвіга Гессенського, великий хрест (Велике герцогство Гессенське; 12 жовтня 1864)
- Орден дому Саксен-Ернестіне, великий хрест з мечами і ланцюгом
- Орден Заслуг герцога Петра-Фрідріха-Людвіга, великий хрест з ланцюгом і золотою короною (Велике герцогство Ольденбурзьке)
- Орден Білого Сокола, великий хрест (Велике герцогство Саксен-Веймар-Айзенаське; 1874)
- Орден Рутової корони (Саксонське королівство)
- Орден Вюртемберзької корони, великий хрест (Королівство Вюртемберг; 1877)

### Іноземні нагороди

#### Османська імперія
- Орден «Османіє» 1-го ступеня з діамантами
- Золота і срібна медаль «Імтияз»

#### Італійське королівство
- Вищий орден Святого Благовіщення
- Орден Святих Маврикія та Лазаря, великий хрест
- Орден Корони Італії, великий хрест

#### Російська імперія
- Орден Андрія Первозванного
- Орден Святого Олександра Невського
- Орден Білого орла
- Орден Святої Анни 1-го ступеня
- Орден Святого Георгія 4-го ступеня

#### Інші
- Орден хризантеми з ланцюгом (Японська імперія; 5 червня 1885)
- Королівський угорський орден Святого Стефана, великий хрест (Австро-Угорщина; 1894)
- Орден Слона (Данія; 17 липня 1894)
- Орден Серафимів (Швеція; 20 червня 1896)
- Орден «Святий Олександр», великий хрест (Болгарія)
- Орден Спасителя, великий хрест (Грецьке королівство)
- Орден Слави (Туніс), великий ланцюг
- Орден Вежі й Меча, великий хрест з ланцюгом (Португалія)
- Орден Білого слона, великий хрест (Сіам)
- Орден Білого орла (Сербія), великий хрест